# Драфт НБА 1993
Драфт НБА 1993 року відбувся 30 червня в місті Оберн-Гіллс (штат Мічиган). Серед перших виборів драфту були талановиті гравці, але травми і особисті проблеми завадили багатьом із них. Анферні Гардавей, Аллан Г'юстон і Джамал Мешберн виглядали майбутніми членами Зали слави, але травми стали на заваді їхньої кар'єри. Айзея Райдер і Він Бейкер показували великий потенціал, але їм завадили особисті проблеми. Боббі Герлі так і не зміг відійти після автомобільної аварії в грудні того самого року. 
Попри невеликі шанси, Орландо Меджик, другий рік поспіль, несподівано виграли перший драфт-пік драфтової лотереї 1993. Під першим загальним номером клуб вибрав Кріса Веббера, але через кілька хвилин здійснив обмін. Меджик віддав Веббера до Голден-Стейт Ворріорс в обмін на їхній драфт-пік першого раунду (№3 загалом) Пенні Гардавея та три майбутніх вибори Голден-Стейт у першому раунді.

## Драфт

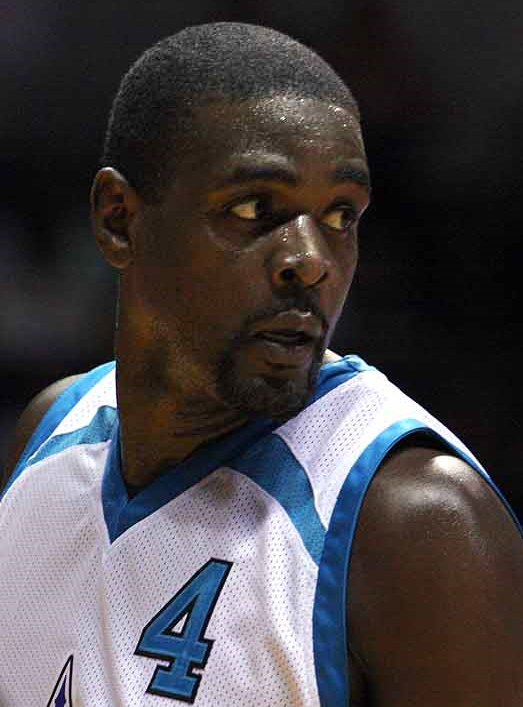
Кріс Веббер, 1-й пік

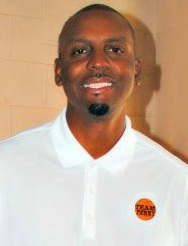
Анферні Гардавей, 3-й пік

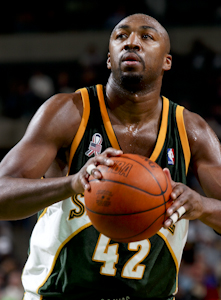
Він Бейкер, 8-й пік

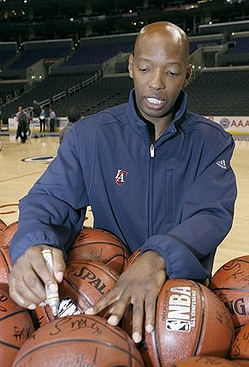
Сем Касселл, 24-й пік

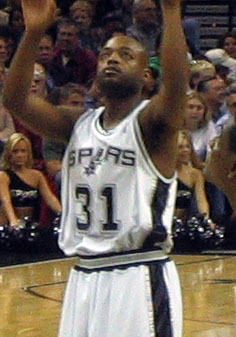
Нік ван Ексель, 37-й пік

| G | Захисник | РЗ | Розігруючий захисник | АЗ | Атакувальний захисник | F | Нападник | ЛФ | Легкий форвард | ВФ | Важкий форвард | C | Центровий |

| * | Позначає гравців, які взяли участь принаймні в одній грі матчу всіх зірок НБА і потрапили до Збірної всіх зірок НБА |
| + | Позначає гравців, які взяли участь принаймні в одній грі матчу всіх зірок НБА                                       |
| x | Позначає гравців, які принаймні один раз потрапили до Збірної всіх зірок НБА                                        |
| # | Позначає гравців, які жодного разу не грали в регулярному сезоні НБА або плей-оф                                    |

| Round | Вибір | Гравець            | Поз.  | Громадянство    | Команда НБА                                | Коледж/клуб                 |
| ----- | ----- | ------------------ | ----- | --------------- | ------------------------------------------ | --------------------------- |
| 1     | 1     | Кріс Веббер*       | ВФ/C  | США             | Орландо Меджик (проданий у Голден-Стейт)   | Мічиган (Соф.)              |
| 1     | 2     | Шон Бредлі         | C     | США             | Філадельфія Севенті-Сіксерс                | УБЯ (Фр.)                   |
| 1     | 3     | Пенні Гардавей*    | PG/SG | США             | Голден-Стейт Ворріорс (проданий у Орландо) | Мемфіс Стейт (Дж.)          |
| 1     | 4     | Джамал Мешберн*    | ЛФ    | США             | Даллас Маверікс                            | Кентуккі (Дж.)              |
| 1     | 5     | Айзея Райдер       | АЗ    | США             | Міннесота Тімбервулвз                      | УНВЛ (Ср.)                  |
| 1     | 6     | Калберт Чіні       | АЗ/SF | США             | Вашингтон Буллетс                          | Індіана (Ср.)               |
| 1     | 7     | Боббі Герлі        | РЗ    | США             | Сакраменто Кінґс                           | Дьюк (Ср.)                  |
| 1     | 8     | Він Бейкер*        | ВФ    | США             | Мілвокі Бакс                               | Гартфорд (Ср.)              |
| 1     | 9     | Родні Роджерс      | ВФ    | США             | Денвер Наггетс                             | Вейк Форест (Дж.)           |
| 1     | 10    | Ліндсі Гантер      | РЗ    | США             | Детройт Пістонс (від Маямі)                | Джексон Стейт (Ср.)         |
| 1     | 11    | Аллан Г'юстон+     | АЗ    | США             | Детройт Пістонс                            | Теннессі (Ср.)              |
| 1     | 12    | Джордж Лінч        | ЛФ    | США             | Лос-Анджелес Лейкерс                       | Північна Кароліна (Ср.)     |
| 1     | 13    | Террі Дігері       | АЗ    | США             | Лос-Анджелес Кліпперс                      | Сетон Голл (Ср.)            |
| 1     | 14    | Скотт Гаскін       | ВФ    | США             | Індіана Пейсерз                            | Орегон Стейт (Ср.)          |
| 1     | 15    | Даг Едвардс        | ЛФ    | США             | Атланта Гокс                               | Флорида Стейт (Ср.)         |
| 1     | 16    | Рекс Волтерс       | АЗ    | США             | Нью-Дже́рсі Нетс                            | Канзас (Ср.)                |
| 1     | 17    | Грег Грем          | АЗ    | США             | Шарлотт Горнетс                            | Індіана (Ср.)               |
| 1     | 18    | Лютер Райт         | C     | США             | Юта Джаз                                   | Сетон Голл (Дж.)            |
| 1     | 19    | Ейсі Ерл           | C     | США             | Бостон Селтікс                             | Айова (Ср.)                 |
| 1     | 20    | Скотт Беррелл      | ЛФ    | США             | Шарлотт Горнетс (від Сан-Антоніо)          | Коннектикут (Ср.)           |
| 1     | 21    | Джеймс Робінсон    | АЗ    | США             | Портленд Трейл-Блейзерс                    | Алабама (Дж.)               |
| 1     | 22    | Кріс Міллс         | ЛФ    | США             | Клівленд Кавальєрс                         | Аризона (Ср.)               |
| 1     | 23    | Ервін Джонсон      | C     | США             | Сіетл Суперсонікс                          | Нью-Орлінс (Ср.)            |
| 1     | 24    | Сем Касселл*       | РЗ    | США             | Х'юстон Рокетс                             | Флорида Стейт (Ср.)         |
| 1     | 25    | Корі Блаунт        | ВФ    | США             | Чикаго Буллз                               | Цинциннаті (Ср.)            |
| 1     | 26    | Гірт Гаммінк       | C     | Нідерланди      | Орландо Меджик (від Нью-Йорк)              | ЛСЮ (Ср.)                   |
| 1     | 27    | Малкольм Маккі     | ВФ    | США             | Фінікс Санз                                | Джорджия Тек (Ср.)          |
| 2     | 28    | [[Лушіу с Гарріс]] | РЗ    | США             | Даллас Маверікс                            | Лонг-Біч Стейт (Ср.)        |
| 2     | 29    | Шеррон Міллс#      | F/C   | США             | Міннесота Тімбервулвз                      | УСВ (Ср.)                   |
| 2     | 30    | Георге Мурешан     | C     | Румунія         | Вашингтон Буллетс                          | По-Ортез (Франція)          |
| 2     | 31    | Еверс Бернс        | F     | США             | Сакраменто Кінґс                           | Меріленд (Ср.)              |
| 2     | 32    | Альфонсо Форд      | АЗ    | США             | Філадельфія Севенті-Сіксерс                | Міссісіпі Веллі Стейт (Ср.) |
| 2     | 33    | Ерік Райлі         | C     | США             | Даллас Маверікс                            | Мічиган (Ср.)               |
| 2     | 34    | Дарнелл Мі         | АЗ    | Австралія       | Голден-Стейт Ворріорс                      | Західний Кентуккі (Ср.)     |
| 2     | 35    | Ед Стоукс          | C     | США             | Маямі Гіт                                  | Аризона (Ср.)               |
| 2     | 36    | Джон Бест#         | F/C   | США             | Нью-Дже́рсі Нетс                            | Теннессі Тек (Ср.)          |
| 2     | 37    | Нік ван Ексель+    | РЗ    | США             | Лос-Анджелес Лейкерс                       | Цинциннаті (Ср.)            |
| 2     | 38    | Конрад Макрей#     | ВФ    | США             | Вашингтон Буллетс                          | Сірак'юс (Ср.)              |
| 2     | 39    | Томас Гілл#        | АЗ/SF | США             | Індіана Пейсерз                            | Дьюк (Ср.)                  |
| 2     | 40    | Річ Маннінг        | C     | США             | Атланта Гокс                               | Вашингтон (Ср.)             |
| 2     | 41    | Ентоні Рід#        | F     | США             | Чикаго Буллз                               | Талені (Ср.)                |
| 2     | 42    | Адоніс Джордан     | РЗ    | США             | Сіетл Суперсонікс                          | Канзас (Ср.)                |
| 2     | 43    | Джош Грант         | ВФ    | США             | Денвер Наггетс                             | Юта (Ср.)                   |
| 2     | 44    | Алекс Голкомб#     | C     | США             | Сакраменто Кінґс                           | Бейлор (Ср.)                |
| 2     | 45    | Брайон Расселл     | ЛФ    | США             | Юта Джаз                                   | Лонг-Біч Стейт (Ср.)        |
| 2     | 46    | Річард Петрушка    | C     | Словаччина      | Х'юстон Рокетс                             | УКЛА (Ср.)                  |
| 2     | 47    | Кріс Вітні         | РЗ    | США             | Сан-Антоніо Сперс                          | Клемсон (Ср.)               |
| 2     | 48    | Кевін Томпсон      | C     | США             | Портленд Трейл-Блейзерс                    | НК Стейт (Ср.)              |
| 2     | 49    | Марк Буфорд#       | C     | США             | Фінікс Санз                                | Міссісіпі Веллі Стейт (Ср.) |
| 2     | 50    | Марсело Нікола#    | ВФ    | Аргентина       | Х'юстон Рокетс                             | Taugres (Іспанія)           |
| 2     | 51    | Спенсер Данклі#    | C     | Велика Британія | Індіана Пейсерз                            | Делавер (Ср.)               |
| 2     | 52    | Майк Пепловскі     | C     | США             | Сакраменто Кінґс                           | Мічиган Стейт (Ср.)         |
| 2     | 53    | Леонард Вайт#      | F     | США             | Лос-Анджелес Кліпперс                      | Саутерн (Ср.)               |
| 2     | 54    | Байрон Вілсон#     | АЗ/SF | США             | Фінікс Санз                                | Юта (Ср.)                   |

1. ↑  Громадянство означає національну збірну гравця, або яку країну він представляє. Якщо гравець не грав на міжнародному рівні, тоді цей пункт означає за збірну якої країни він може грати за правилами FIBA.

## Помітні гравці, яких не задрафтовано
Цих гравців не вибрала жодна з команд на драфті НБА 1993, але вони зіграли в НБА принаймні одну гру.
| Гравець        | Поз. | Громадянство | Коледж/клуб                       |
| -------------- | ---- | ------------ | --------------------------------- |
| Ашраф Амая     | F    | США          | Південний Іллінойс (Sr.)          |
| Брюс Боуен     | ЛФ   | США          | Кал Стейт Фуллертон (Sr.)         |
| Мітчелл Батлер | РЗ   | США          | УКЛА (Sr.)                        |
| Корнел Давід   | ВФ   | Угорщина     | Tungsram-Honvéd (Угорщина 1990)   |
| Тодд Мундт     | C    | США          | Мемфіс Стейт / Дельта Стейт (Sr.) |